# Stenopyrgota mexicana
Stenopyrgota mexicana är en tvåvingeart som beskrevs av Malloch 1929. Stenopyrgota mexicana ingår i släktet Stenopyrgota och familjen Pyrgotidae. Inga underarter finns listade i Catalogue of Life.